# Маруха
Маруха — село в Зеленчукском районе Карачаево-Черкесии.
Образует муниципальное образование Марухское сельское поселение как единственный населённый пункт в его составе..

## География
Располагается у реки Маруха в 7 км к югу от станицы Зеленчукская. На западе поселения у границы с Даусузским и Архызским сельскими поселениями берёт начало река Хуса-Кардоникская.

## История
Посёлок Марухо-Эстоновский был основан в 1867 году эстонскими переселенцами на землях, арендованных у казаков станиц Зеленчукская и Кардоникская. Из-за отсутствия пахотных земель занимались в основном скотоводством. В 1923 году практически в полном составе жители переселились в Отрадненский район, где основали сёла Эстоновский и Банатовка.
Рядом с посёлком располагался посёлок Марухский-Русский, позже преобразованный в село Иваново-Сусановское. В 1925 году постановлением президиума ВЦИК селение Иваново-Сусановское Карачаево-Черкесской автономной области было переименовано в Марухское.

## Население
| 2002  | 2010  | 2012  | 2013  | 2014  | 2015  | 2016  |
| ----- | ----- | ----- | ----- | ----- | ----- | ----- |
| 1972  | ↘1768 | ↘1735 | ↘1681 | ↘1655 | ↘1609 | ↘1572 |
| 2017  | 2018  | 2019  | 2020  | 2021  | 2023  | 2024  |
| ↘1537 | ↗1541 | →1541 | ↘1508 | ↗2249 | ↘2228 | ↗2240 |
| 2025  |       |       |       |       |       |       |
| ↗2247 |       |       |       |       |       |       |

По данным Всероссийской переписи населения 2021 года:
| Народ               | Численность, чел. | Доля от всего населения, % |
| ------------------- | ----------------- | -------------------------- |
| карачаевцы          | 1 893             | 84,17 %                    |
| русские             | 310               | 13,78 %                    |
| другие / не указано | 46                | 2,05 %                     |
| всего               | 2 249             | 100,0 %                    |